# ألفرد أوليفر بولارد
ألفرد أوليفر بولارد (بالإنجليزية: Alfred Oliver Pollard)‏‏ (4 مايو 1893 - 5 ديسمبر 1960 في بورنموث) كاتب سير ذاتية، وروائي من المملكة المتحدة.

## الجوائز
- صليب فيكتوريا
- الصليب العسكري